# Фолксваген ап!
Фолксваген ап! (енгл. Volkswagen Up!) је мали градски аутомобил који производи немачка фабрика аутомобила Фолксваген. Производи се од 2011. до данас.

## Историјат
Фолксваген ап! је мали градски аутомобил, део Фолксвагенове серије модела под називом New Small Family (NSF), који је представљен 2011. године на сајму аутомобила у Франкфурту. Производња је почела у децембру 2011. године у Братислави, где се производе и Шкода ситиго и Сеат ми, верзије истог аутомобила. Каросеријски је то мали аутомобил са троје и петоро врата у хечбек верзији.
Ап! је практично идентичан са ситигом, осим што се разликују предња маска и неки детаљи. Са друге стране, Сеат ми има нешто више разлика. Иако је мали аутомобил, нуди максималну искоришћеност простора и четири седишта за путнике. Верзија са пет врата појавила се на тржишту 2012. године. На пасполагању су три верзије, take up! основна, move up! компфорна и high up! верзија са најбогатијом опремом. Дизајн аутомобила је футуристички и стилски не подсећа на друге Фолксвагенове моделе. Са 3,56 метара дужине је један од најмањих возила у свом сегменту. Запремина пртљажника је 251 l, а може се проширити на 951 l спуштањем задњих седишта.
На европским тестовима судара аутомобил је 2011. године добио максималних пет звездица за безбедност.

## Мотори
У понуди су два бензинска мотора и један мотор на ауто гас (CNG).
| Модел   | Запремина | Цилиндри/ вентили | Снага         | Мењачи                       |
| ------- | --------- | ----------------- | ------------- | ---------------------------- |
| 1.0 MPI | 999 cm³   | 3/12              | 44 kW / 60 КС | 5-степени мануелни/аутоматик |
| 1.0 MPI | 999 cm³   | 3/12              | 55 kW / 75 КС | 5-степени мануелни/аутоматик |
| 1.0 CNG | 999 cm³   | 3/12              | 50 kW / 68 КС | 5-степени мануелни           |

## Галерија
- Фолксваген ап!
- Фолксваген ап!
- Шкода ситиго
- Сеат ми